# Alojzije Mišić
Alojzije Mišić OFM (ursprüngl. Stjepan Mišić, ital. Luigi Stefano Misic; * 10. November 1859 in Bosanska Gradiška, Bosnien-Herzegowina; † 26. März 1942 in Mostar) war römisch-katholischer Geistlicher und Bischof von Mostar-Duvno sowie Apostolischer Administrator von Trebinje-Mrkan.

## Leben
Stjepan Mišić absolvierte die vierjährige Schulausbildung 1866 bis 1870. Am 18. Juni 1870 trat Mišić in den Franziskanerorden, in Ivanjska nordwestlich von Banja Luka gelegen, ein und nahm den Ordensnamen Alojzije an. Dort blieb er von 1870 bis 1874. Sein Noviziat verbrachte er in Fojnica und legte 1874 seine Ordensgelübde ab. Alojzije Mišić studierte von 1876 bis 1878 Philosophie in Guča Gora, anschließend bis 1882 Theologie im Erzbistum Esztergom. Ebenda erhielt Mišić am 7. Juli 1882 die Priesterweihe. Seine Primiz feierte er am 15. August 1882.
1884 wurde er Sekretär des Apostolischen Administrators von Banja Luka, Marijan Marković. Als Kaplan war er in Banja Luka und in Sarajevo als Katechet tätig gewesen. 1891 wurde Mišić Guardian, zudem bis 1894 Gemeindepfarrer im Stadtteil Petrićevac in Banja Luka. 1894 wurde er Pfarrer in Bihać. 1903 kehrte er als Pfarrer nach Petrićevac zurück und wurde im Jahre 1907 Guardian Kustos und Vorsteher des franziskanischen Gymnasiums in Visoko.
1909 wurde Alojzije Mišić Provinzial der Franziskanerprovinz Bosna Srebrena. Die Ernennung zum Bischof des Bistums Mostar Duvno (-Trebinje-Mrkan) erfolgte am 5. März 1912. Die Bischofsweihe spendete ihm Kurienkardinal Diomede Falconio OFM am 18. Juni desselben Jahres. Mitkonsekratoren waren der Bischof von Civita Castellana, Giacomo Ghezzi OFM, und der Apostolische Vikar von Ost-Hubei, Graziano Génnaro OFM. Als Provinzial hatte er qua Verfassung 1910 bis 1915 eine Virilstimme im Landtag von Bosnien und Herzegowina.
Alojzije Mišićs Grab befindet sich auf den Friedhof von Petrićevac in Banja Luka.

## Kontroverses
Seine gesellschaftliche Rolle in der Zeit des sogenannten „Unabhängigen Staat Kroatien“ ist verschieden in der Literatur beurteilt worden.
Einerseits soll Alojzije Mišić in der Kriegszeit ein Gegner des Ustascha-Staates gewesen sein. Dementgegen ist ein Rundschreiben vom 9. Mai 1941 erhalten geblieben, indem er die Proklamation des faschistischen Regimes gutheißt und den Führer der kroatischen Faschisten im „Unabhängigen Staat Kroatien“, Ante Pavelić, als „vorbildlichen Katholiken“ bezeichnet.